# D-l Goe
D-l Goe... este o schiță de Ion Luca Caragiale. A fost publicată în volumul „Momente și schițe”.